# Дудин, Владислав Владимирович
Владисла́в Влади́мирович Дуди́н (латыш. Vladislavs Dudins, р. 9 марта 1992, Рига, Латвия) — латвийский хоккеист.

## Биография
Родился в 1992 году в Риге. Сын хоккеиста Владимира Дудина. Воспитанник рижской хоккейной школы «Пардаугава». В юношеском хоккее играл за команды «Сага» (2002—2004), «Динамо-92» (2005—2006), московского «Динамо» (2006—2008), «Рига 91» (2008—2010). Первый тренер — Олег Юренко. По решению тренера Сергея Ивченко стал играть на позиции защитника. Игровую карьеру начал в 2007 году в молодёжном, а через год в основном составе рижского клуба «Призма». В 2009—2010 годах играл в нескольких клубах младших финских лиг («Нярпес Крафт», «Пюхяярвен Похти»).
В 2010 году в составе молодёжной сборной Латвии принял участие в проходившем в Канаде чемпионате мира.
В 2011/2012 году выступал за клуб МХЛ «Олимпия» из Кирово-Чепецка, а в 2012/2013 году вновь — за клубы младших финских лиг, в том числе за выступавший в Суоми-серии клуб «Хермес» из Кокколы.
В 2014 году вернулся в состав «Призмы», играющей в чемпионате Латвии, с которой принял участие в розыгрыше Континентального кубка 2014/2015.
Завершил карьеру, выступая за клубы Первой лиги чемпионата Латвии «Даугавпилс» (2016—2018) и «Валмиера» (2018).